# Piz Prievlus
Piz Prievlus är en bergstopp i Schweiz.   Den ligger i regionen Maloja och kantonen Graubünden, i den östra delen av landet, 200 km öster om huvudstaden Bern. Toppen på Piz Prievlus är 3 610 meter över havet, eller 109 meter över den omgivande terrängen. Bredden vid basen är 0,34 km. Piz Prievlus ingår i Bernina.
Terrängen runt Piz Prievlus är huvudsakligen bergig. Närmaste större samhälle är St. Moritz, 12,5 km norr om Piz Prievlus. 
Trakten runt Piz Prievlus är permanent täckt av is och snö. Runt Piz Prievlus är det glesbefolkat, med 17 invånare per kvadratkilometer.